# Claude Gruffat
Claude Gruffat, né le 13 septembre 1957 à Rumilly, est un entrepreneur et homme politique français. Il est député européen, membre du Groupe des Verts/Alliance libre européenne, de 2020 à 2024.

## Parcours professionnel
En 1994, il rejoint Biocoop et ouvre un magasin à Blois, dans le Loir-et-Cher puis un second quelques années plus tard. Claude Gruffat devient président de région de Biocoop en 1996 avant de devenir président du groupe pour quinze ans, de 2004 à 2019. Il quitte son poste pour pouvoir se présenter aux élections européennes de 2019 en France.

## Parcours politique
Claude Gruffat est candidat aux élections européennes de 2019, classé en treizième position sur la liste commune entre Europe Écologie Les Verts, l'Alliance écologiste indépendante et Régions et peuples solidaires, dont il est le dernier candidat élu. Présenté comme « candidat d'ouverture », il n'est membre d'aucun parti au moment de son élection.
Élu en 2019, il doit cependant attendre le retrait du Royaume-Uni de l'Union européenne pour devenir député européen,. Son entrée en fonction comme député Europe Écologie Les Verts est effective le 1er février 2020.
Candidat à sa réélection en 2024, il se trouve en douzième position mais n'est pas réélu puisque seuls les cinq premiers de la liste écologiste sont élus.

## Ouvrage
- Les dessous de l'alimentation Bio, La Mer salée - Alternité, 2017, 92 p. (ISBN 1-0926-3622-6).